# Камен-Дял
Камен-Дял (болг. Камен дял) — село в Болгарии. Находится в Варненской области, входит в общину Дылгопол. Население составляет 214 человек.

## Политическая ситуация
Камен-Дял подчиняется непосредственно общине и не имеет своего кмета.
Кмет (мэр) общины Дылгопол —  Светлё Христов Якимов (Движение за права и свободы(ДПС)) по результатам выборов в правление общины.